# Ophrida borneensis
Ophrida borneensis es una especie de insecto coleóptero de la familia Chrysomelidae. Fue descrita en 2000 por Medvedev.